# Pečeňany
Pečeňany (Hongaars: Bánpecsenyéd) is een Slowaakse gemeente in de regio Trenčín, en maakt deel uit van het district Bánovce nad Bebravou.
Pečeňany telt 441 inwoners.